# 巴济库尔
巴济库尔（法語：Bazicourt，法語發音：[bazikuʁ]）是法国瓦兹省的一个市镇，属于克莱蒙区。

## 地理
巴济库尔（49°20'36"N, 2°37'16"E）面积3.82 平方千米，位于法国上法蘭西大區瓦兹省，该省份为法国北部内陆省份，北起索姆省，西接厄尔省和滨海塞纳省，南至塞纳-马恩省和瓦兹河谷省，东临埃纳省。
与巴济库尔接壤的市镇（或旧市镇、城区）包括：小萨西、格朗弗雷努瓦、乌当库尔、蓬圣马克桑斯、圣马丹隆戈。

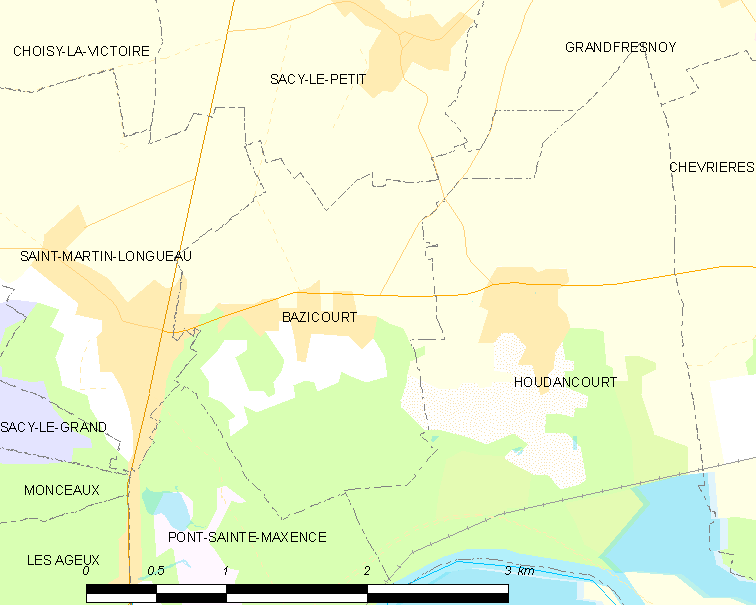
巴济库尔的OSM定位图

巴济库尔的时区为UTC+01:00、UTC+02:00（夏令时）。

## 行政
巴济库尔的邮政编码为60700，INSEE市镇编码为60050。

## 政治
巴济库尔所属的省级选区为蓬圣马克桑斯县。

## 人口

1962-2008年间巴济库尔人口变化图示

巴济库尔于2022年1月1日时的人口数量为370人。